# 姉崎天神山古墳
姉崎天神山古墳（あねさきてんじんやまこふん）は、千葉県市原市姉崎にある古墳。形状は前方後円墳。姉崎古墳群を構成する古墳の1つ。千葉県指定史跡に指定されている。

## 概要
養老川下流左岸の台地上に築造された大型前方後円墳である。姉崎地域では、大型前方後円墳数基を含む姉崎古墳群の築造が知られ、本古墳はそのうちの1基になる。本古墳のくびれ部には後世に建てられた菅原神社（天神社）が鎮座しており、古墳名はこれに由来する。これまでに発掘調査は実施されていない。
墳形は前方後円形で、前方部を西方に向ける。墳丘長は現存128メートル（推定130メートル）を測り、姉崎古墳群中では最大規模、房総地方でも前期古墳としては最大規模になる。前方部は未発達で古い様相を示す。墳丘周囲では、南側から東側にかけてのみ周溝が巡らされたと見られている。発掘調査がなされていないため埋葬施設は明らかでなく、埴輪などの遺物も得られていない。
この天神山古墳は、墳形・立地から4世紀前半-中頃（古墳時代前期）の築造と推定される。姉崎古墳群は『先代旧事本紀』「国造本紀」に見える上海上国造の首長墓群と想定され、本古墳もその1つとされる。姉崎古墳群中では今富塚山古墳に後続し、釈迦山古墳に先行する築造とされる。なお、本古墳の南西側では円墳として宝蔵寺古墳・宝蔵寺2号墳があったが、現在は失われている。
古墳域は1968年（昭和43年）に千葉県指定史跡に指定されている。

## 遺跡歴
- 1947年（昭和22年）、姉崎二子塚古墳の発掘調査に伴う周辺遺跡の調査の際、古墳として認知[2]。
- 1968年（昭和43年）4月9日、千葉県指定史跡に指定[2]。
- 1974年（昭和49年）、明治大学考古学研究室による測量調査[1]。
- 1993年（平成5年）、千葉県教育委員会による測量調査[1]。

## 墳丘

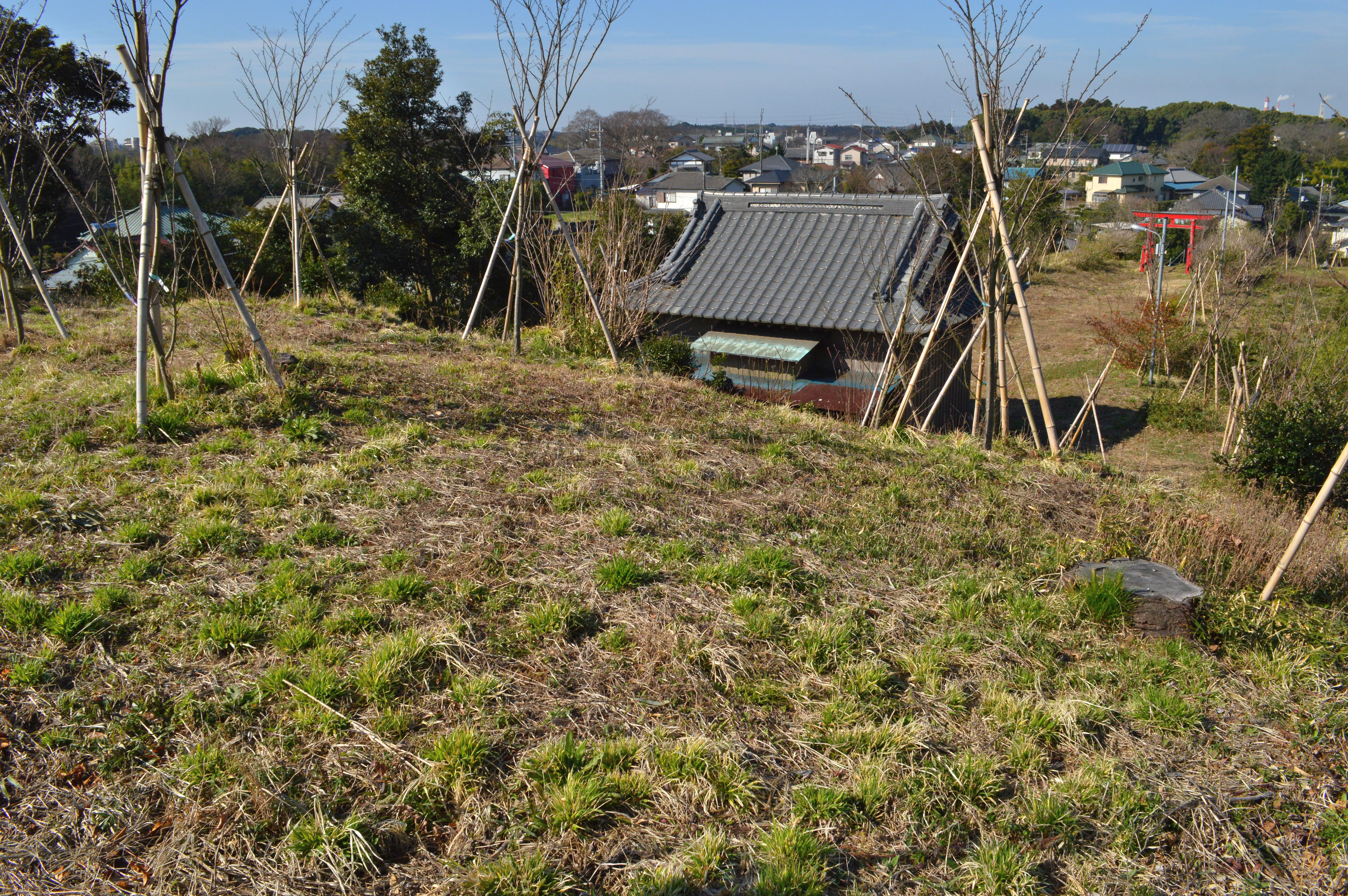
後円部から前方部を望む
中央は菅原神社。

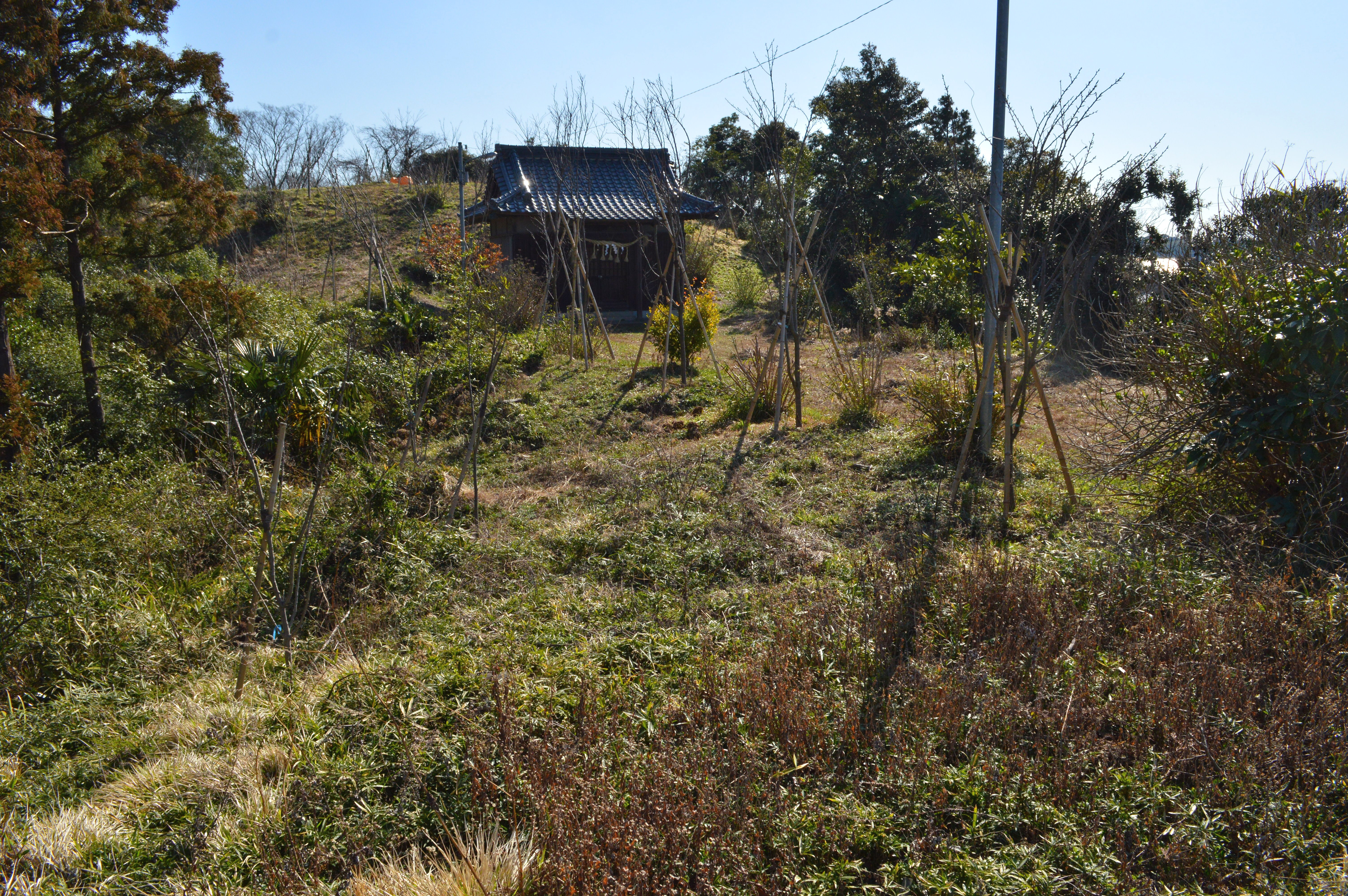
前方部から後円部を望む

墳丘の規模は次の通り。
- 墳丘長：128メートル（推定全長130メートル）
- 後円部
  - 直径：60メートル
  - 高さ：14メートル
- 前方部
  - 幅：55メートル
  - 長さ：65メートル
  - 高さ：8メートル
- くびれ部
  - 幅：32.5メートル
  - 高さ：10メートル

## 文化財

### 千葉県指定文化財
- 史跡
  - 姉崎天神山古墳 - 昭和43年4月9日指定[2]。